# 哈斯特倫多森山

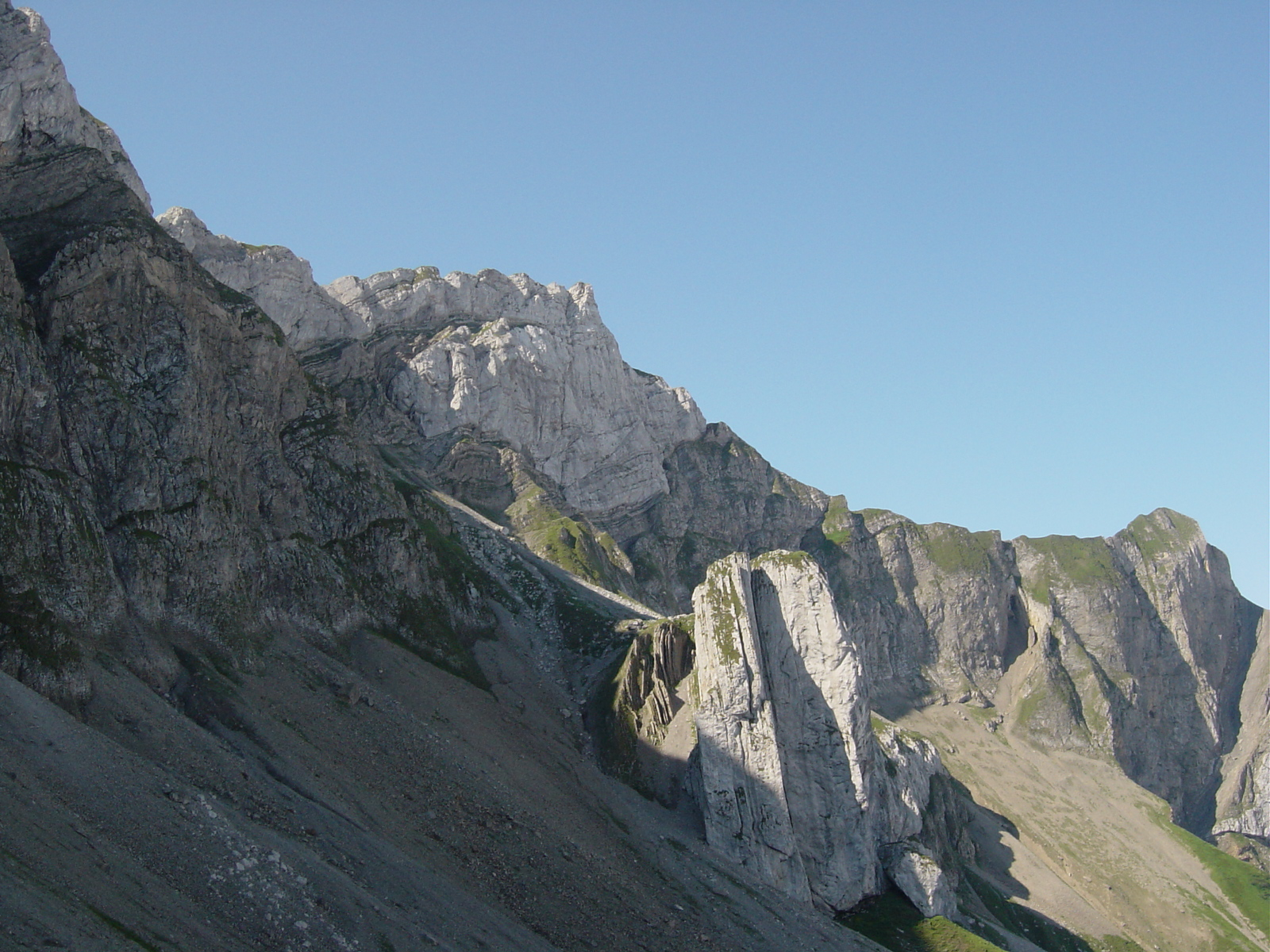

46°58′37″N 8°14′35″E / 46.97694°N 8.24306°E
哈斯特倫多森山（德語：Chastelendossen），是瑞士的山峰，位於該國中部，由下瓦爾登州負責管轄，屬於皮拉圖斯峰的一部分，處於盧塞恩附近，海拔高度1,883米。